# Rhinocricus cuzconus
Rhinocricus cuzconus är en mångfotingart som beskrevs av Chamberlin 1955. Rhinocricus cuzconus ingår i släktet Rhinocricus och familjen Rhinocricidae. Inga underarter finns listade i Catalogue of Life.